# Paraemmalocera anerastica
Paraemmalocera anerastica is een vlinder uit de familie snuitmotten (Pyralidae). De wetenschappelijke naam van deze soort is voor het eerst geldig gepubliceerd in 1880 door Snellen.
De soort komt voor in tropisch Afrika.